# Transmissions from the Satellite Heart
Transmissions from the Satellite Heart é o sexto álbum de estúdio da banda norte-americana The Flaming Lips, foi lançado em 1993.
| Críticas profissionais                                                      | Críticas profissionais |
| Avaliações da crítica                                                       | Avaliações da crítica  |
| Fonte                                                                       | Avaliação              |
| --------------------------------------------------------------------------- | ---------------------- |
| Allmusic                                                                    | [ 2 ]                  |
| Esta tabela precisa de ser acompanhada por texto em prosa. Consulte o guia. |                        |

## Faixas
1. "Turn It On" – 4:39
2. "Pilot Can at the Queer of God" – 4:16
3. "Oh, My Pregnant Head (Labia in the Sunlight)" – 4:06
4. "She Don't Use Jelly" – 3:40
5. "Chewin the Apple of Your Eye" – 3:52
6. "Superhumans" – 3:13
7. "Be My Head" – 3:15
8. "Moth in the Incubator" – 4:12
9. "Plastic Jesus" (cover da canção "Plastic Jesus" de Paul Newman no filme Cool Hand Luke) – 2:18
10. "When Yer Twenty Two" – 3:34
11. "Slow Nerve Action" – 5:55